# Anna Kareyeva
Anna Vasílievna Kareyeva (nacida Анна Васильевна Кареева, Maykop, 10 de mayo de 1977) es una exjugadora rusa de balonmano, internacional absoluta con la selección de su país entre 1998 y 2008, tres veces campeona del mundo y subcampeona olímpica en Pekín 2008.

## Trayectoria

### Clubes
Formada en el AGU-Adyif de su ciudad natal, debutó en la élite rusa en 1995. Tras un curso en el GK A-Elista Krasnodar (1998-1999), regresó a Maykop hasta noviembre de 2001, cuando fichó por el HC Lada Togliatti. Con el conjunto de Togliatti conquistó tres ligas consecutivas (2002-2004) y la Recopa de Europa de 2002.
En 2004 se marchó al GOG Svendborg danés junto a la guardameta Inna Suslina, logrando la Copa de Dinamarca de 2005.
Regresó a Rusia en 2006 para vestir la camiseta del Zvezda Zvenigorod, con el que ganó la liga rusa (2007), la Copa EHF (2007) y la Liga de Campeones (2008), siendo pieza clave en la final europea.

#### Trayectoria de clubes
- 1995 – 1998:  AGU-Adyif Maykop[5]
- 1998 – 1999:  GK A-Elista Krasnodar[5]
- 1999 – 2001:  AGU-Adyif Maykop[5]
- 2001 – 2004:  HC Lada Togliatti[2]
- 2004 – 2006:  GOG Svendborg TGI[3]
- 2006 – 2008:  Zvezda Zvenigorod[4]

### Selección
Debutó con la selección absoluta en 1998. Contribuyó al bronce europeo en Rumanía 2000 y, un año más tarde, al primer título mundial de la Rusia de Evgueni Trefilov en Italia 2001. Repitió oro planetario en San Petersburgo 2005 y en Francia 2007, además de la plata europea de Suecia 2006.
En los Juegos Olímpicos de Pekín 2008 sufrió una grave lesión de rodilla durante la fase de grupos frente a Brasil que precipitó su retirada al término del torneo, en el que el equipo se colgó la plata.

## Premios y títulos

### Con la selección
- 3 x Campeonato Mundial de Balonmano Femenino (2001, 2005, 2007)
- 1 x Juegos Olímpicos – plata (2008)
- 1 x Campeonato Europeo de Balonmano Femenino – plata (2006)
- 1 x Campeonato Europeo de Balonmano Femenino – bronce (2000)

### Con sus clubes
- 1 x Liga de Campeones de la EHF (2008, Zvezda Zvenigorod)[4]
- 1 x Copa EHF (2007, Zvezda Zvenigorod)[4]
- 1 x Recopa de Europa (2002, Lada Togliatti)[2]
- 4 x Superliga de balonmano de Rusia (2002, 2003, 2004, 2007, Lada Togliatti/Zvezda)[2]
- 1 x Copa de Dinamarca de balonmano (2005, GOG Svendborg TGI)[3]

## Vida personal
Tras la lesión de rodilla sufrida en Pekín 2008, anunció su retirada para centrarse en su familia y en la formación de jóvenes jugadoras en su región natal.